# 부여 가림성 느티나무
부여 가림성 느티나무는 충청남도 부여군 임천면에 있다. 2007년 10월 1일 부여군의 향토문화유산 제88호로 지정되었다.

## 개요
느티나무의 규모는 수고 약 22m, 흉고직경 125m, 수령은 약 220년으로 추정된다. 현재 근원부 주변에 석재를 이용하여 낮은 단을 조성하였다.
주변에 기타 다른 수종이나 식물들이 생육하고 있지 않으며, 답압의 피해도 없는 것으로 보인다. 성흥산성 내의 느티나무는 수형이 매우 아름답고 웅장하며, 또한 주변에 나무나 숲이 없어 멀리서도 눈에 잘 띄어 성흥산성의 랜드마크적 성격을 나타낸다. 또한 느티나무가 서 있는 곳에서는 임천면의 전경을 바라다볼 수 있어 조망점이 빼어난 곳이다. 이 느티나무는 경관적으로 매우 아름다울 뿐 아니라 산성의 성벽안에 생육하고 있어 역사성을 띠고 있다고 할 수 있다.

## 같이 보기
- 부여 가림성 - 사적 제4호